# DarXtar
DarXtar ist eine schwedische Progressive-Rock-Band. Die im Kern aus Sören Bengtsson (Gitarre), Patric Danielsson (Schlagzeug) und Markus Pehrsson (Bass, Gesang) bestehende Band wurde 1989 gegründet; zunächst als Solo-Projekt Bengtssons gedacht, erweiterte sie sich mit Bassist Juha Nurmenniemi, der aber bald durch die beiden genannten Musiker ersetzt wurde. Nach ersten in sehr kleinen Auflagen produzierten Alben erschien 2001 das über drei Jahre noch im alten Jahrtausend produzierte Tombola, ein Konzeptalbum, das auch mit zusätzlichen Musikern eingespielt worden war. In Triobesetzung erschienen zwei weitere Werke, 2006 We came too late und 2010 Aged to Perfection. Auch auf einigen Tribute-Alben ist die Band, die teilweise mit Hawkwind verglichen wurde und mit deren Nik Turner spielte, zu hören.

## Veröffentlichungen
- 1991: Darxtar (Wide Records)
- 1993: Darker (Garageland Records)
- 1994: Daybreak (SBm Sweden)
- 1994: Starlog 1990–1994 (SBm Sweden)
- 1995: Sju (Black Widow Records)
- 2001: Tombola (Record Heaven)
- 2005: We Came Too Late (Nasoni Records)
- 2012: Aged To Perfection (Transubstans Records)